# 나선도
물리학에서 나선도(한국 한자: 螺旋度, helicity 힐리시티[*], 표준어 헬리시티)란 어떤 입자의 스핀 벡터 {\displaystyle {\mathbf {S}}}를 해당 입자의 운동량 {\displaystyle {\hat {p}}}의 방향으로 사영(영어: projection)한 값이다. 나선도 {\displaystyle h}는 다음과 같이 나타난다.
{\displaystyle h={\mathbf {J}}\cdot {\hat {p}}={\mathbf {L}}\cdot {\hat {p}}+{\mathbf {S}}\cdot {\hat {p}}={\mathbf {S}}\cdot {\hat {p}},\qquad {\hat {p}}={\frac {\mathbf {p}}{\left|{\mathbf {p}}\right|}}}

## 개요
각운동량 {\displaystyle {\mathbf {J}}}는 오비탈 각운동량 {\displaystyle {\mathbf {L}}}와 스핀 {\displaystyle {\mathbf {S}}}의 합이다. 오비탈 각운동량 {\displaystyle {\mathbf {L}}}과 위치 연산자 {\displaystyle {\mathbf {r}}}과 선형 운동량 {\displaystyle {\mathbf {p}}}(오비탈 부분)에 대해서
{\displaystyle {\mathbf {L}}={\mathbf {r}}\times {\mathbf {p}}}
로 나타난다. 따라서 {\displaystyle {\mathbf {p}}}방향의 {\displaystyle {\mathbf {L}}}의 성분은 0이다.(고전역학적으로 {\displaystyle {\mathbf {L}}}은 유사벡터이다.) 따라서 {\displaystyle \scriptstyle {\mathbf {L}}\cdot {\hat {p}}\,=\,0}이다.  사실, 나선도는 단순하게 선형 운동량의 방향으로 스핀을 정사영 시킨 것이다. 입자의 나선도는 그 입자의 스핀의 방향과 같으면 양의 방향(오른손잡이)을, 반대의 경우 음의 방향(왼손잡이)을 가진다고 말한다.
나선도는 보존된다. 이는 나선도가 해밀턴 연산자와 교환가능하다는 뜻이며 외력이 존재하지 않을 때 시간에 대해 불변하다는 것을 의미한다. 또한 나선도는 회전적으로도 불변하고, 시스템이 회전하더라도 나선도는 변하지 않는다. 그러나 로런츠 부스트(Lorentz boost) 작용에서 로런츠 불변은 아니며 이 작용에서는 나선도의 방향이 바뀔 수도 있다. 비상대론적인 예시이지만, 야구에서 자이로볼을 던질 때, 야구공의 스핀축이 던지는 방향의 방향으로 정렬된다. 이것은 야구장에 있는 선수들의 입장에서 하나의 나선도를 가지는 것으로 보이는 것을 의미한다. 하지만 공보다 빠르게 움직이는 사람이 보기에는 나선도가 뒤집힌 것으로 보일 것이다.

### 카이랄성과의 비교
이런 면에 나선도는 카이랄성과 대조적이다. 카이랄성은 (질량을 갖는 입자에 대해서는 운동상수를 갖지 않지만)로런츠 불변성을 갖는다. 질량이 없는 입자에 대해서 나선도, 카이랄성은 두 개는 일치한다. 둘 다 로런츠 불변이고, 운동상수이다.
양자역학에서 각운동량은 양자화 되어있으므로 나선도도 양자화되어 있다. 스핀의 특정 축에 대한 고윳값이 불연속적이므로, 나선도의 고윳값 또한 불연속적이다. 스핀이 {\displaystyle n}인 질량을 갖는 입자(Massive particle)의 가능한 나선도의 고윳값은 {\displaystyle n,n-1,\dots ,-n}이다. 질량을 갖는 입자에 대해서 모든 스핀의 고윳값이 물리적인 의미가 있는 자유도인 것은 아니다. 예를 들어, 광자는 스핀이 1인 질량이 없는 입자인데, 나선도 고유값은 -1과 +1을 가질 뿐이지 물리적으로 0으로 표현되지 않는다.
알려진 모든 스핀 1/2 입자들은 질량을 갖는다. 하지만 가설적으로 질량이 없는 스핀 1/2입자들(바일 스피너)을 상정하면, 나선도는 카이랄 연산자에 1/2{\displaystyle \hbar }를 곱한 것과 같다. 반면에 질량을 갖는 입자들은 별개의 카이랄성 상태(약한 상호작용의 전하의 발생 등)가 양과 음의 나선도 성분을 가지고, 이는 입자의 질량에 비례한다.
중력파의 나선도 특성은 스티븐 와인버그가 발견했다. 간략하게, 중력파의 나선도는 +2와 -2, 두가지로 나뉘어진다. +1, 0, -1의 나선도를 갖는 경우는 "비-동역학적"이다.(게이지 변환으로 사라진다.)

## 소군(Little group)
3+1 차원에서 질량이 없는 입자의 소군(little group)은 SE(2)의 이중피복이다. SE(2)의 변환(translations)에 불변하고 {\displaystyle \theta }에 대해 회전하는 SE(2)에서 {\displaystyle e^{ih\theta }} 변환인 유니터리 표현을 이 군은 가지고 있다. SE(2) 변환 하에 비자명(non-trivial) 변환인 다른 유니터리 표현도 포함한다. 이 표현은 연속 스핀 표현이다.
d+1차원에서 소군은 SE(d-1)의 이중피복이다.(d≤2인 경우는 애니온 등의 입자 때문에 더 복잡하다.) 이전과 달리, 유니터리 표현은 연속적인 스핀 표현과 SE(d-1)의 변환(표준(standard) 표현) 하에서 변환하지 못 한다.

## 같이 보기
- 위그너 분류
- 나선도 기저 w:Helicity basis
- 자이로볼. 거시적인 물체에서 나타나는 유사한 현상
- 스피너
- 파울리-루반스키 벡터